# Магдебурзькі півкулі
Магдебу́рзькі півку́лі — знаменитий експеримент німецького фізика і мера Магдебурга Отто фон Геріке для демонстрації сили тиску повітря і винайденого ним повітряного вакуумного насоса.

## Опис експерименту
В експерименті використовувалися «дві мідних півкулі близько 14 дюймів (35,5 см) в діаметрі, порожнисті всередині і притиснуті одна до одної, між ними помістили шкіряне кільце, просочене розплавленим воском». Із зібраної сфери викачували повітря, і півкулі утримувалися тиском зовнішньої атмосфери.
У 1654 в Регенсбурзі фон Геріке продемонстрував експеримент Рейхстагу в присутності імператора Фердинанда III. Після викачування зі сфери повітря, 16 коней, по 8 з кожної сторони (більше коней не знайшлося) не змогли розірвати півкулі. Коли ж в порожнину між півкулями впустили повітря, півкулі розпалися без жодного зовнішнього зусилля.
У 1656 Геріке повторював експеримент у Магдебурзі, де він був бургомістром, а 1663 року — в Берліні з 24 кіньми.
Оригінальні півкулі зберігаються в Німецькому музеї (нім. Deutsches Museum) в Мюнхені.
1 жовтня 1963 р. в місті Магдебурзі, на батьківщині великого природодослідника, у зв'язку з ювілеєм з дня заснування Магдебурзької Вищої технічної школи імені Отто фон Геріке на площі перед ратушею був повністю повторений історичний дослід з півкулями.

## Див. також

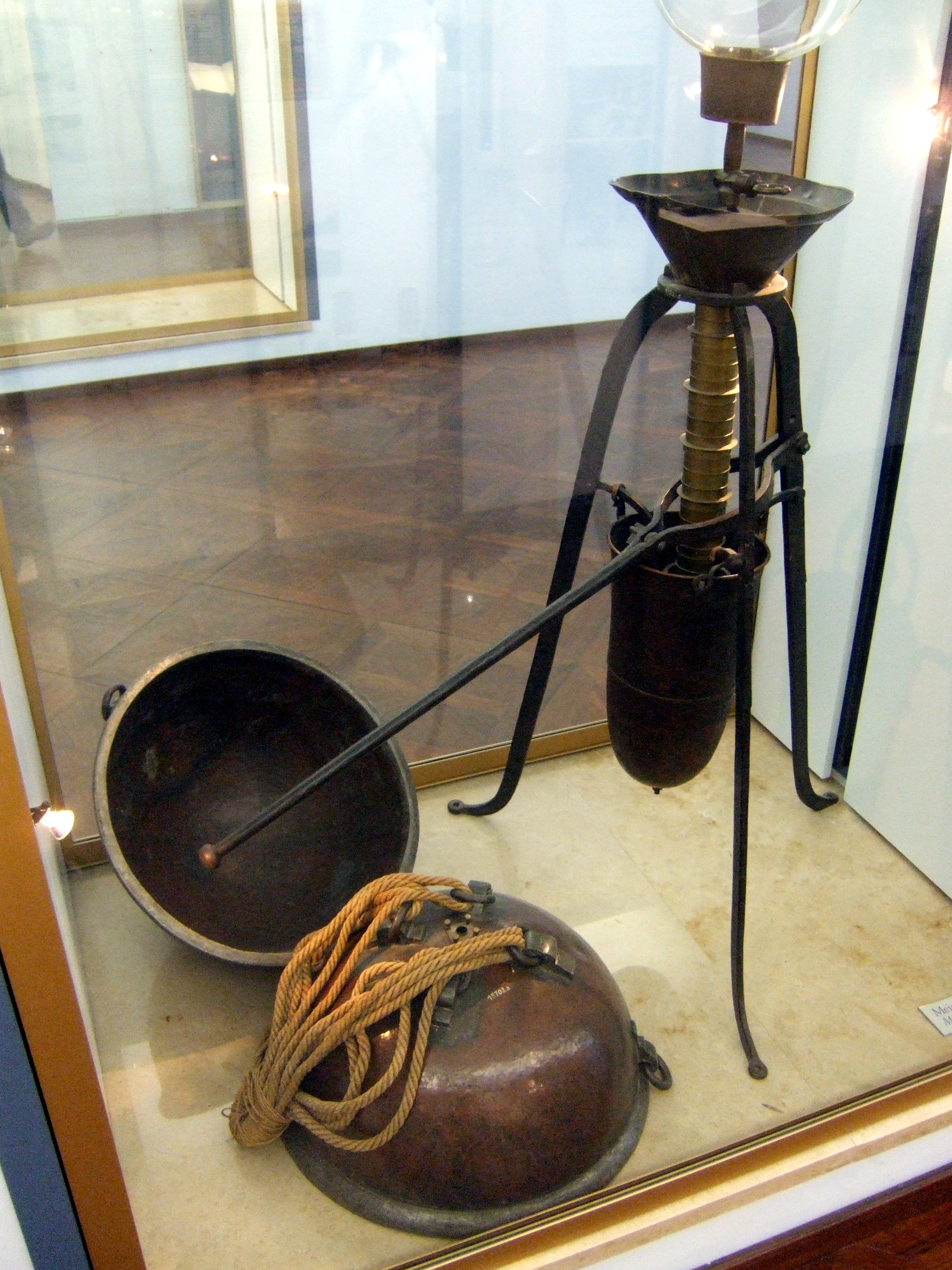
Насос і півкулі у Німецькому музеї
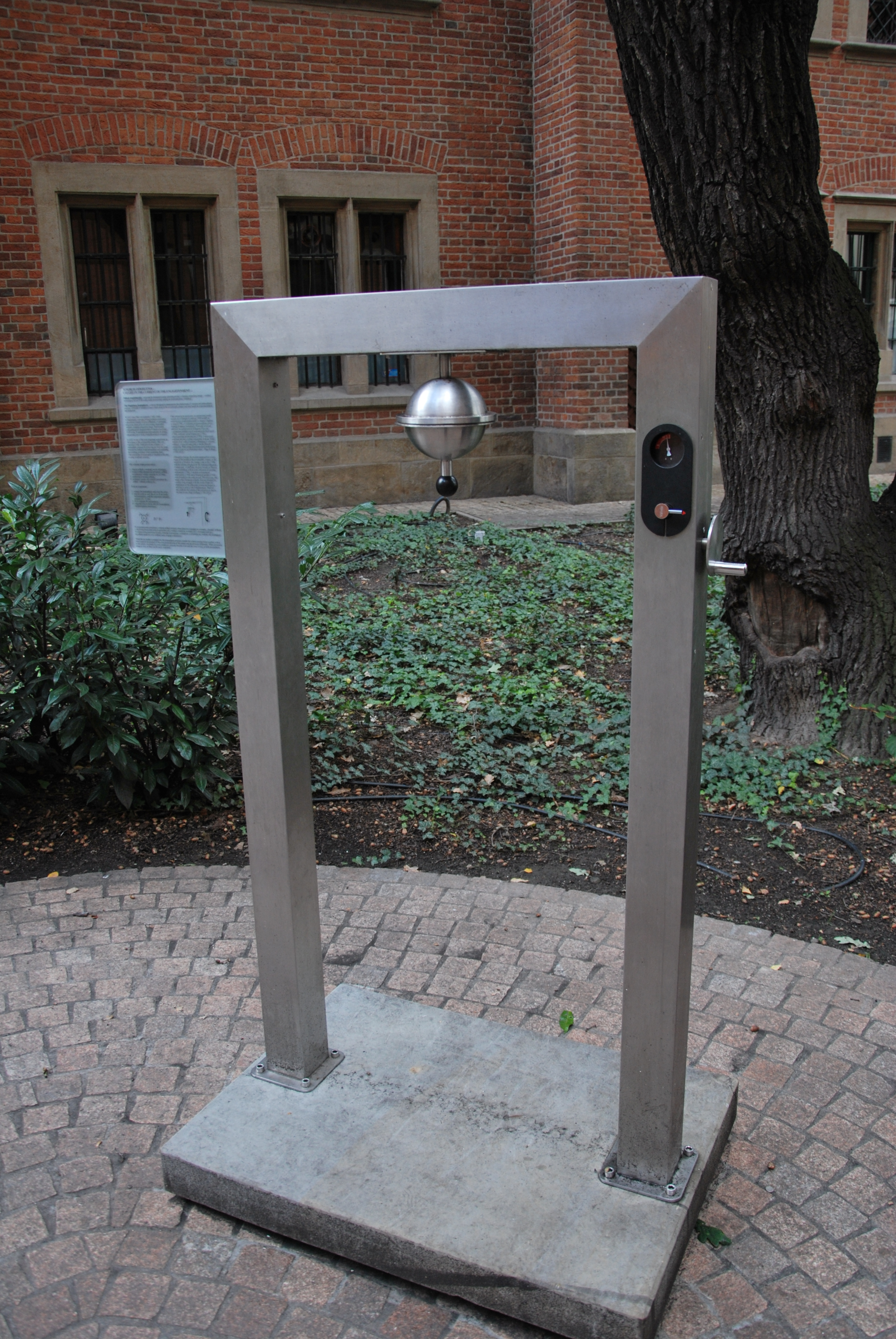
Магдебурзькі півкулі у професорському саду Ягеллонського університету (Краків)
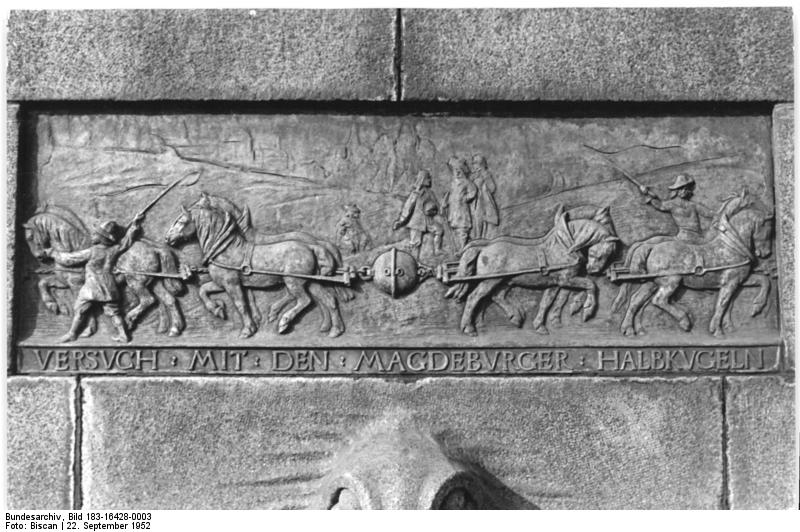
Зображення події на будинку у Магдебурзі